# Geelkruinmanakin
De geelkruinmanakin (Heterocercus flavivertex) is een zangvogel uit de familie Pipridae (manakins).

## Verspreiding en leefgebied
Deze soort komt voor van oostelijk Colombia tot zuidwestelijk Venezuela en noordelijk amazonisch Brazilië.

## Status
De grootte van de populatie is niet gekwantificeerd maar de soort wordt omschreven als vrij algemeen maar met een versnipperde verspreiding. Op de Rode lijst van de IUCN heeft deze soort de status niet bedreigd.